# Doveton Sturdee
Sir Frederick Charles Doveton Sturdee, 1º baronetto (Lewisham, 9 giugno 1859 – Camberley, 7 maggio 1925), è stato un ammiraglio britannico.

## Carriera
Proveniente da una famiglia di marinai britannici, nato nel Lewisham, Londra ed educato alla Royal Naval School di New Cross, Sturdee entrò nella Royal Navy nel luglio 1871 come cadetto sulla nave scuola  Britannia  all'età di dodici anni. Dopo due anni fu promosso al grado di guardiamarina e servì nella Squadra della Manica e presso la Stazione navale delle Indie Orientali. Nel giugno del 1878 fu promosso a sottotenente e, dopo aver passato due anni presso la Scuola di artiglieria navale di Portsmouth, divenne tenente e fu trasferito presso la Mediterranean Fleet. Nel 1882 prese parte al bombardamento di Alessandria.
Dopo aver completato un corso di siluramento, in quello che ora è l'HMS Vernon shore establishment 6, servì come ufficiale silurante sull'HMS Bellerophon per tre anni, prima di ritornarvi come istruttore. Nel giugno 1893 fu promosso al grado di comandante e trasferito all'Ammiragliato come Director of Naval Ordnance. Alla fine del 1897 fu inviato alla Australian Station al comando dell'HMS Porpoise, dove nel 1899 gestì le tensioni con Germania e USA nelle Isole Samoa, guadagnandosi la promozione a capitano e la nomina a cavaliere dell'Ordine di San Michele e San Giorgio e ritornò alla Admiralty nel 1902 come assistente del direttore dell'intelligence navale; e nel 1905 fu nominato Chief Staff Officer della Mediterranean Fleet. Nel 1906 prese il comando della HMS New Zealand, nel 1907 divenne capo di stato maggiore della flotta della Manica. Promosso retroammiraglio nel 1910, divenne ammiraglio comandante della I squadra da battaglia della Home Fleet. L'anno successivo presiedette l'Admiralty Submarine Committee e nel 1912 prese il comando degli incrociatori della Home Fleet. Promosso viceammiraglio, nel 1913 divenne Chief of War Staff presso l'Ammiragliato, poco prima dello scoppio della prima guerra mondiale. Il richiamo in servizio dell'ammiraglio John Fisher, al quale Sturdee era sempre stato ostile, con l'incarico di primo lord del mare minacciò di rovinare la sua carriera.
Tuttavia, dopo la sconfitta a Coronel, Fisher inviò Sturdee alle isole Falkland come comandante in capo del Sud Atlantico e del Sud Pacifico. L'8 dicembre del 1914, mentre si riforniva di carbone a Port Stanley, fu sorpreso dalla squadra del conte Maximilian von Spee e ne seguì una furiosa battaglia navale. Trovandosi a combattere contro una forza numericamente superiore, Von Spee fu costretto a ritirarsi. Nel corso dell'inseguimento, le forze di Sturdee affondarono l'intero gruppo navale tedesco, con l'eccezione dell'incrociatore leggero Dresden, che non fu affondato se non qualche mese più tardi. Per questa vittoria, Sturdee fu nominato baronetto nel gennaio 1916. Successivamente, comandò la IV squadra da battaglia durante lo scontro dello Jutland e divenne ammiraglio nel 1917.
Dopo la guerra divenne poi comandante in capo, il Nore, e fu promosso a ammiraglio della flotta nel 1921. Fu nominato cavaliere di gran croce dell'Ordine del Bagno nel 1921 essendo già stato nominato Knight Commander.
Sturdee si ritirò a Camberley nel Surrey e vi morì il 7 maggio 1925. Fu sepolto nel cimitero della St. Peter's Church nei pressi di Frimley. La sua pietra tombale incorpora una croce fatta dalle travi della nave HMS Victory di Orazio Nelson. Diventarono ammiragli anche suo nipote William Staveley e il nipote acquisito Edward Ashmore.